# Келстербах
Келстербах (њем. Kelsterbach) град је у њемачкој савезној држави Хесен. Једно је од 14 општинских средишта округа Грос-Герау. Према процјени из 2010. у граду је живјело 13.488 становника. Посједује регионалну шифру (AGS) 6433007.

## Географски и демографски подаци
Келстербах се налази у савезној држави Хесен у округу Грос-Герау. Град се налази на надморској висини од 104 метра. Површина општине износи 15,4 km². У самом граду је, према процјени из 2010. године, живјело 13.488 становника. Просјечна густина становништва износи 877 становника/km².

## Међународна сарадња
| Мјесто  | Држава               | Врста сарадње | Од    |
| ------- | -------------------- | ------------- | ----- |
| Фродшам | Уједињено Краљевство | контакт       | 2000. |
| Боже    | Француска            | партнерство   | 1979. |
| Извор   |                      |               |       |